# Marcelo (ur. 1988)
Marcelo, właśc. Marcelo Vieira da Silva Júnior (ur. 12 maja 1988 w Rio de Janeiro) – brazylijski piłkarz, który występował na pozycji obrońcy. W latach 2006–2018 reprezentant Brazylii. Posiada również obywatelstwo hiszpańskie.

## Kariera klubowa
W wieku dziewięciu lat młody zawodnik rozpoczął swoją przygodę z futsalem. Halową odmianę piłki nożnej uprawiał przez cztery kolejne lata.
Mając trzynaście lat zdecydował zapisać się do szkółki brazylijskiego klubu Fluminense FC. Występował tam przez sześć kolejnych lat. Piłkarscy eksperci szybko dostrzegli w nim wielki potencjał. Został nawet nominowany do jedenastki sezonu ligi brazylijskiej w 2006 roku.
Świetna postawa w lidze brazylijskiej spowodowała duże zainteresowanie europejskich klubów. Najlepszą ofertę przedstawił Real Madryt, który pozyskał Marcelo w zimowym okienku, sezonu 2006/07. Ówczesny prezydent Królewskich – Ramón Calderón na oficjalnej prezentacji powitał go następującymi słowami: „Zakup Marcelo to dla nas bardzo ważny transfer. To bardzo młody i zdolny piłkarz, który w przyszłości stanie się czołowym zawodnikiem Europy. Tym bardziej cieszymy się, że udało nam się go kupić, gdyż interesowało się nim wiele klubów ze Starego Kontynentu.” Piłkarscy eksperci szybko ochrzcili nowego piłkarza Królewskich jako następcę legendarnego Roberto Carlosa, który jeszcze wtedy występował w Realu.
Marcelo, który w ekipie Królewskich gra z numerem „12”, w lidze hiszpańskiej zadebiutował 7 stycznia 2007 roku, kiedy to pojawił się na murawie w końcowych minutach spotkania z Deportivo La Coruña, przegranego przez jego klub 2-0. W sezonie 2006/07 po raz pierwszy w lidze hiszpańskiej w pierwszym składzie wystąpił 14 kwietnia 2007 roku. Real grał wtedy na wyjeździe z Racingiem Santander i przegrał to spotkanie 1-2. Marcelo, mimo iż sezon zakończył jedynie z 6 ligowymi występami na koncie, dodał swoją cegiełkę do zdobycia Mistrzostwa Hiszpanii. W kolejnych rozgrywkach Real prowadził już Niemiec Bernd Schuster, który odważnie postawił na brazylijskiego piłkarza. Stał się on w tym czasie kluczowym piłkarzem Królewskich.
Początek sezonu 2007/08 miał wymarzony, gdyż wraz z kolegami zdobył Superpuchar Hiszpanii. Schuster świetnie poukładał madrycki zespół, broniąc z nim mistrzowski tytuł. W połowie sezonu 2008/09 Schustera zastąpił Juande Ramos, a Marcelo walczył o miejsce w składzie z Gabrielem Heinze. Nowy trener wolał, żeby to właśnie argentyński piłkarz grał na lewej obronie, gdzie dotychczas występował zawodnik z numerem „12”. Marcelo nie stracił jednak miejsca w składzie, gdyż Juande Ramos przygotował dla niego miejsce na lewym skrzydle. W swoim debiucie na tej pozycji, kiedy to Real grał na wyjeździe ze Sportingiem Gijón, Marcelo zdobył gola, a Real wygrał 4-0. Od tego czasu piłkarz rodem z Kraju Kawy grał na przemian na lewym skrzydle i lewej obronie.
W sezonie 2010/2011 został trzecim kapitanem Realu Madryt. Brazylijski obrońca walnie przyczynił się do wywalczenia Pucharu Hiszpanii, stając się pewnym punktem drużyny. Od momentu przyjścia do Los Blancos José Mourinho, Marcelo bardzo poprawił grę w defensywie, przez co stał się jednym z najlepszych zawodników świata na tej pozycji. Świetny sezon 2010/2011, zaowocował wybraniem go przez ekspertów i kibiców do jedenastki marzeń Ligi Mistrzów. W sezonie 2011/12 Los Balcos zdobyli (po 3 latach przerwy) 32. tytułu Mistrza Hiszpanii. Marcelo był kluczowym zawodnikiem, notując wiele asyst i zdobywając kilka goli. W sierpniu 2012 roku, Królewscy ponownie okazali się lepsi od Dumy Katalonii pokonując odwiecznego rywala w rozgrywkach Superpucharu Hiszpanii. W finale Ligi Mistrzów UEFA 2014 zdobył jedną z czterech bramek. Królewscy pokonali wtedy zespół Atletico Madryt 4:1. W całym sezonie 2013/14 brazylijczyk rozegrał 39 spotkań i zdobył 2 bramki. Przez następne lata był panem lewej obrony. Jego rajdy wiele razy pomagały w ofensywnych akcjach zespołu. W latach 2016–2018 trzykrotnie z rzędu triumfował w rozgrywkach Ligi Mistrzów UEFA. Oprócz tego dołożył jeszcze m.in.: Superpuchary Europu UEFA, Klubowe Mistrzostwa Świata FIFA i Superpuchary Hiszpanii. W sezonie 2016/2017 do dołożył do swojej kolekcji czwarty tytuł mistrza Hiszpanii. Sezon 2019/2020 zakończył ze zdobyciem Superpucharu Hiszpanii i tytułem mistrza Hiszpanii.
6 lutego 2025 w mediach społecznościowych poinformował o zakończeniu sportowej kariery.

## Kariera reprezentacyjna
Osobny rozdział stanowią występy Marcelo w reprezentacji Brazylii. W 2005 roku wystąpił na Mistrzostwach Świata U-17, gdzie wraz z kolegami z drużyny narodowej sięgnął po srebrny medal. Canarinhos rozgrywali wspaniały turniej, a Marcelo był podporą reprezentacji. Do wielkiego sukcesu zabrakło niewiele, jednak w finałowym starciu zostali zmiażdżeni przez Meksyk 0-3. Dwa lata później, na Mundialu U-20, ekipa z Ameryki Południowej jechała w roli jednego z faworytów. Młodzi piłkarze jednak zawiedli na całej linii, odpadając już w fazie grupowej.
W 2008, Marcelo odniósł swój pierwszy sukces w reprezentacyjnej karierze, zdobywając brązowy medal na Igrzyskach Olimpijskich w Pekinie.
W dorosłej reprezentacji zadebiutował 5 października 2006 roku, w pojedynku z Walią. Marcelo nie mógł wymarzyć sobie lepszego debiutu, ponieważ w swoim pierwszym występie w seniorskiej kadrze, zdobył piękną bramkę, a Canarinhos wygrali 2:0.
26 lipca 2011 dostał hiszpańskie obywatelstwo. Dzięki temu, grając w Europie nie zajmował miejsca przeznaczonego dla graczy spoza tego kontynentu.
Fantastyczny sezon 2011/2012 spowodował, że trener reprezentacji Brazylii, Mano Menezes, powołał Marcelo na Igrzyska Olimpijskie w Londynie. Zawodnik Realu był jednym z trzech zawodników, którzy przekroczyli barierę 23. roku życia. Młodzi Brazylijczycy kroczyli od zwycięstwa do zwycięstwa, jednak jedyna porażka w turnieju przyszła w jego finale. Pogromcami drużyny Menezesa byli Meksykanie, którzy w walce o złoty medal wygrali 2:1. Ostatecznie wychowanek Fluminense musiał zadowolić się jedynie srebrnym medalem.
W 2014 został powołany przez Luiza Felipe Scolariego na Mistrzostwa Świata. W meczu otwarcia przeciwko Chorwacji w jedenastej minucie spotkania pokonał własnego bramkarza – Júlio Césara. Brazylia odrobiła straty i wygrała 3:1. Ostatecznie w turnieju Brazylia zajęła 4. miejsce.

## Statystyki kariery
Stan na 28 maja 2022.
| Klub             | Sezon            | Liga  | Liga | Puchar krajowy | Puchar krajowy | Puchar międzynarodowy | Puchar międzynarodowy | Inne  | Inne | Razem | Razem |
| Klub             | Sezon            | Mecze | Gole | Mecze          | Gole           | Mecze                 | Gole                  | Mecze | Gole | Mecze | Gole  |
| ---------------- | ---------------- | ----- | ---- | -------------- | -------------- | --------------------- | --------------------- | ----- | ---- | ----- | ----- |
| Fluminense FC    | 2005             | 12    | 2    | 0              | 0              | 0                     | 0                     | 0     | 0    | 12    | 2     |
| Fluminense FC    | 2006             | 18    | 4    | 0              | 0              | 0                     | 0                     | 0     | 0    | 18    | 4     |
| Fluminense FC    | Razem            | 30    | 6    | 0              | 0              | 0                     | 0                     | 0     | 0    | 30    | 6     |
| Real Madryt      | 2006/07          | 6     | 0    | 0              | 0              | 0                     | 0                     | –     | –    | 6     | 0     |
| Real Madryt      | 2007/08          | 24    | 0    | 2              | 0              | 6                     | 0                     | –     | –    | 32    | 0     |
| Real Madryt      | 2008/09          | 27    | 4    | 2              | 0              | 5                     | 0                     | –     | –    | 34    | 4     |
| Real Madryt      | 2009/10          | 35    | 4    | 2              | 0              | 6                     | 0                     | –     | –    | 43    | 4     |
| Real Madryt      | 2010/11          | 32    | 3    | 6              | 0              | 12                    | 2                     | –     | –    | 50    | 5     |
| Real Madryt      | 2011/12          | 32    | 3    | 3              | 0              | 7                     | 0                     | 2     | 0    | 44    | 3     |
| Real Madryt      | 2012/13          | 14    | 0    | 1              | 0              | 2                     | 1                     | 2     | 0    | 19    | 1     |
| Real Madryt      | 2013/14          | 28    | 1    | 4              | 0              | 7                     | 1                     | –     | –    | 39    | 2     |
| Real Madryt      | 2014/15          | 34    | 2    | 3              | 1              | 11                    | 1                     | 5     | 0    | 53    | 4     |
| Real Madryt      | 2015/16          | 30    | 2    | 0              | 0              | 11                    | 0                     | –     | –    | 41    | 2     |
| Real Madryt      | 2016/17          | 30    | 2    | 3              | 1              | 11                    | 0                     | 3     | 0    | 47    | 3     |
| Real Madryt      | 2017/18          | 28    | 2    | 0              | 0              | 11                    | 3                     | 5     | 0    | 44    | 5     |
| Real Madryt      | 2018/19          | 23    | 2    | 4              | 0              | 4                     | 1                     | 3     | 0    | 34    | 3     |
| Real Madryt      | 2019/20          | 15    | 1    | 3              | 1              | 4                     | 0                     | 1     | 0    | 23    | 2     |
| Real Madryt      | 2020/21          | 16    | 0    | 1              | 0              | 2                     | 0                     | –     | –    | 19    | 0     |
| Real Madryt      | 2021/22          | 12    | 0    | 2              | 0              | 3                     | 0                     | 1     | 0    | 18    | 0     |
| Real Madryt      | Razem            | 386   | 26   | 36             | 3              | 102                   | 9                     | 22    | 0    | 546   | 38    |
| Razem w karierze | Razem w karierze | 416   | 32   | 36             | 3              | 102                   | 9                     | 22    | 0    | 576   | 44    |

## Sukcesy

### Real Madryt
- Mistrzostwo Hiszpanii: 2006/2007, 2007/2008, 2011/2012, 2016/2017, 2019/2020, 2021/2022
- Puchar Króla: 2010/2011, 2013/2014
- Superpuchar Hiszpanii: 2008, 2012, 2017, 2019/2020, 2021/2022
- Liga Mistrzów UEFA: 2013/2014, 2015/2016, 2016/2017, 2017/2018, 2021/2022
- Superpuchar Europy UEFA: 2014, 2016, 2017
- Klubowe mistrzostwo świata: 2014, 2016, 2017, 2018

### Fluminese
- Campeonato Carioca: 2005, 2023
- Taça Rio: 2005
- Copa Libertadores: 2023[5]

### Reprezentacyjne
- Mistrzostwa Świata U-17: 2005  Srebro
- Igrzyska Olimpijskie 2008 w Pekinie:  Brąz
- Igrzyska Olimpijskie 2012 w Londynie:  Srebro
- Puchar Konfederacji: 2013  Złoto

### Indywidualnie
- Jedenastka Roku Ligi Brazylijskiej: 2006
- Jedenastka Ligi Mistrzów według Ekspertów i Kibiców: 2011[6]
- Drużyna sezonu Ligi Mistrzów: 2016/2017
- Drużyna Roku UEFA: 2011
- FIFPro World XI: 2012

## Życie prywatne
27 grudnia 2008 w Rio de Janeiro poślubił swoją wieloletnią partnerkę Clarice Alves, która jest aktorką. Mają dwóch synów – Enzo (ur. 24 września 2009) oraz Liama (ur. 1 września 2015).